# Moskauer Platz (Erfurt)

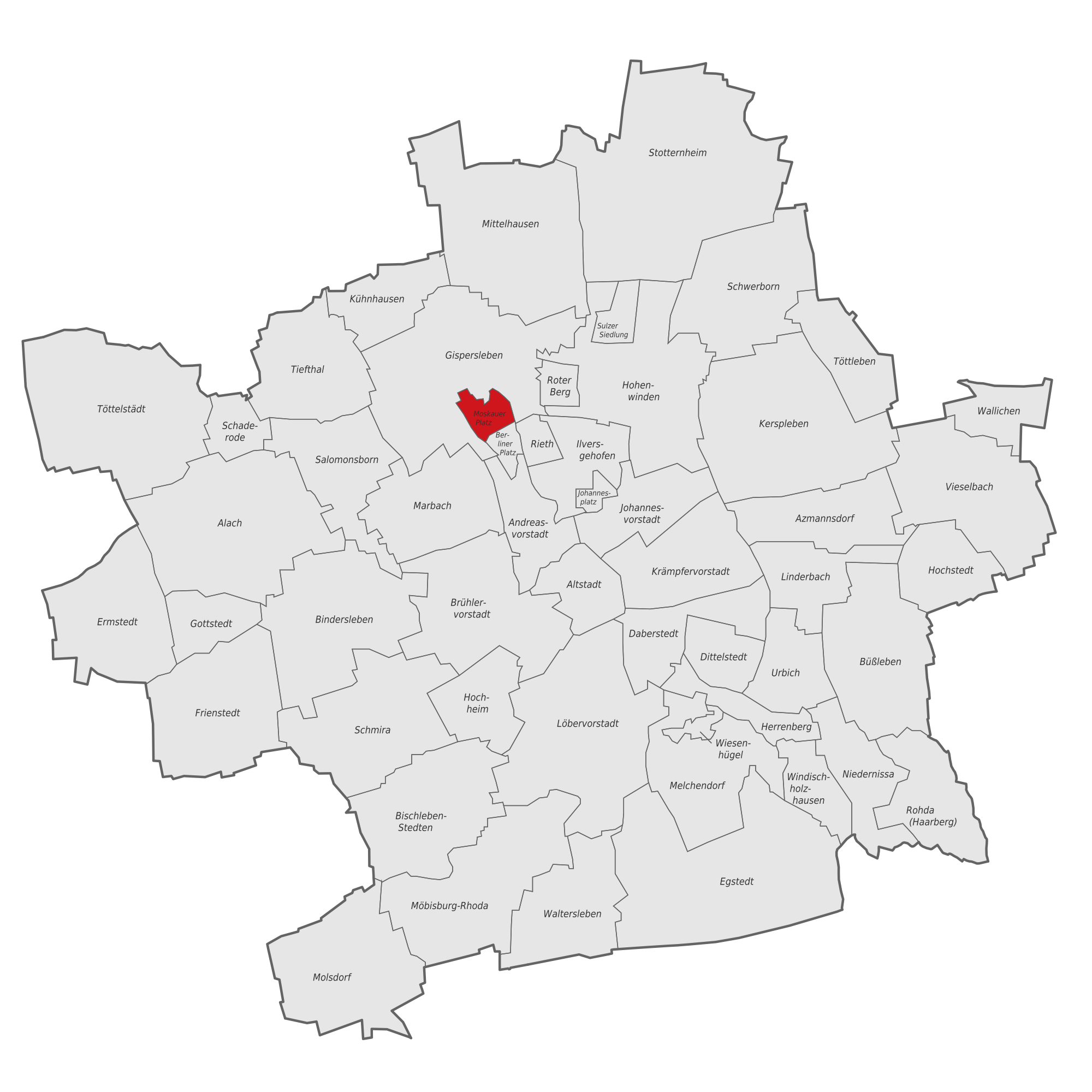
Lage des Moskauer Platzes in Erfurt

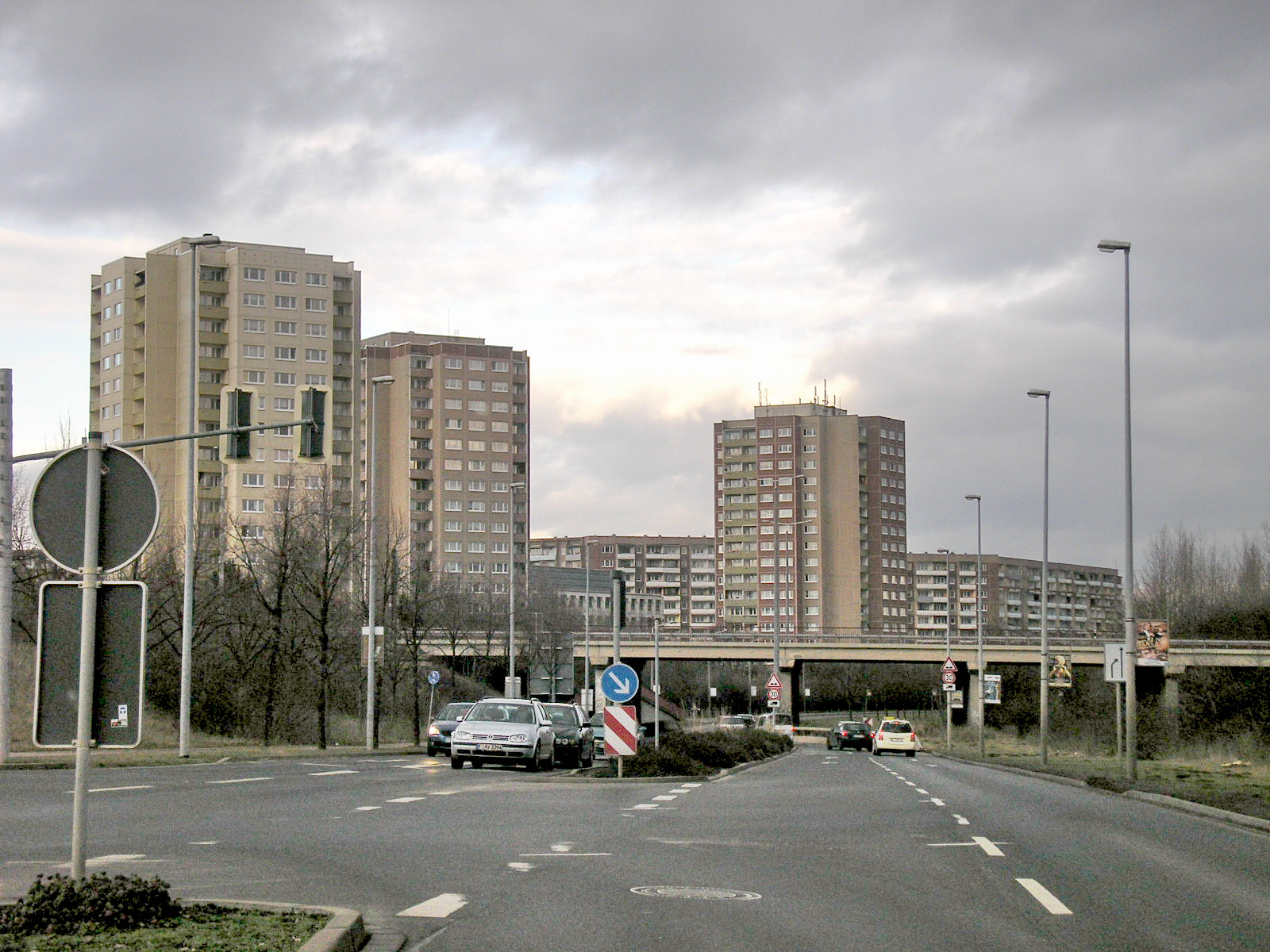
Blick von der Lissaboner Straße auf die Punkthochhäuser

Moskauer Platz ist ein Plattenbaugebiet im Norden der thüringischen Landeshauptstadt Erfurt. Es entstand in den 1980er-Jahren und gehört zum Wohnkomplex Erfurt-Nord.

## Geografie
Das Plattenbaugebiet erstreckt sich zwischen Gispersleben im Norden, Berliner Platz im Süden, der Gera im Osten und der Hannoverschen Straße im Westen. Es setzt sich aus drei Komplexen zusammen und umfasst eine Fläche von 0,88 km². Im westlichen Komplex liegt die Budapester Straße mit Kulturzentrum und Poliklinik sowie einige Punkthochhäuser. Der nördliche Bereich umfasst die Havannaer und die Sofioter Straße. Hier liegen Wohnscheiben sowie die Grund- und Regelschule des Stadtteils. Im östlichen Teil um die Helsinkier, Rigaer, Tallinner und Moskauer Straße befinden sich kleinere Plattenbauten. Insgesamt umfasst das Gebiet heute noch 5247 Wohnungen in 337 Gebäuden, womit es der größte Plattenbaustadtteil Erfurts ist. Zahlreiche Wohnungen wurden aber seit der Wiedervereinigung abgerissen. Zur Versorgung des Stadtteils dient der westlich der Nordhäuser Straße gelegene Thüringen-Park. Auf der Nordhäuser Straße liegen die Stadtbahnlinien 1 und 3, die ins Stadtzentrum führen.

## Einwohnerentwicklung
Ursprünglich lebten bis zu 15.000 Einwohner im Moskauer Platz. Heute sind es noch knapp 8.000 Menschen. Das Durchschnittsalter von 47,6 Jahren liegt deutlich über dem Stadtdurchschnitt und die Sterberate fast doppelt so hoch wie die Geburtenrate. Der Wanderungssaldo ist ebenfalls negativ.
Daten der Stadtverwaltung Erfurt, jeweils zum 31. Dezember.
| Jahr | Einwohnerzahl | Entwicklung (1990 = 100 %) | Entwicklung Erfurt (1990 = 100 %) |
| ---- | ------------- | -------------------------- | --------------------------------- |
| 1990 | 14.489        | 100,0                      | 100,0                             |
| 1995 | 13.648        | 94,2                       | 93,4                              |
| 1996 | 13.238        | 91,4                       | 91,9                              |
| 1997 | 12.355        | 85,3                       | 90,6                              |
| 1998 | 11.259        | 77,7                       | 89,3                              |
| 1999 | 10.191        | 70,3                       | 88,0                              |
| 2000 | 9.553         | 65,9                       | 87,6                              |
| 2001 | 9.390         | 64,8                       | 87,4                              |
| 2002 | 9.510         | 65,6                       | 87,2                              |
| 2003 | 9.601         | 66,3                       | 88,0                              |
| 2004 | 9.208         | 63,6                       | 88,4                              |
| 2005 | 8.792         | 60,7                       | 88,5                              |
| 2006 | 8.338         | 57,5                       | 88,4                              |
| 2007 | 8.066         | 55,7                       | 88,5                              |
| 2008 | 7.785         | 53,7                       | 88,5                              |
| 2009 | 7.678         | 53,0                       | 88,8                              |
| 2010 | 7.652         | 52,8                       | 89,2                              |
| 2011 | 7.686         | 53,0                       | 89,8                              |
| 2012 | 7.638         | 52,7                       | 90,4                              |
| 2013 | 7.654         | 52,8                       | 91,1                              |
| 2014 | 7.540         | 52,0                       | 91,7                              |
| 2015 | 7.638         | 52,7                       | 93,3                              |
| 2016 | 7.717         | 53,3                       | 93,9                              |

## Wahlen
| Partei          | Stadtrat 2009 | Landtag 2009 | Bundestag 2013 | Europa 2009 |
| --------------- | ------------- | ------------ | -------------- | ----------- |
| Wahlbeteiligung | 31,4          | 40,8         | 49,6           | 31,4        |
| CDU             | 14,6          | 20,7         | 26,6           | 17,5        |
| Die Linke       | 26,1          | 39,2         | 32,3           | 31,5        |
| SPD             | 40,9          | 21,0         | 20,2           | 26,0        |
| Grüne           | 3,7           | 4,9          | 3,3            | 4,4         |
| FDP             | 3,5           | 4,0          | 1,5            | 4,3         |